# Anthony Hallam
Anthony Hallam, genannt Tony Hallam (* 26. Dezember 1933 in Leicester; † 23. Oktober 2017), war ein britischer Geologe und Paläontologe.

## Leben
Hallam studierte an der Universität Cambridge (St. John’s College), wo er 1955 seinen Abschluss in Geologie machte. 1959 wurde er dort bei William Joscelyn Arkell promoviert über Kalkstein-Schiefer-Wechsellagerung im unteren Jura (Blue Lias) von Südengland, wobei er erstmals in Großbritannien Spurenfossil-Analyse anwandte. 1958 bis 1967 war er Lecturer an der University of Edinburgh, danach an der University of Oxford, wo er Fellow des New College war, und ab 1977 Lapworth Professor an der University of Birmingham. Ab 1999 war er dort Professor emeritus.
Er war der Autor mehrerer, auch populärwissenschaftlicher Bücher zum Beispiel über Massenaussterben. Dabei beschäftigte er sich mit dem Massenaussterben am Ende des Trias und Anfang der Jura-Zeit, insbesondere mit der Umwelt (Paläoökologie) der Jurazeit und ihrer Interpretation in Ablagerungen. Beispielsweise untersuchte er die Meeresspiegelschwankungen in der Jurazeit. Er arbeitete auch schon in den 1950er Jahren über Gryphaea, wobei er teilweise mit Stephen Jay Gould zusammenarbeitete. Er erfand 1980 den Begriff Stasis-Periode für lange Phasen evolutionärer Stagnation am Beispiel dieser Juramuscheln, den der Evolutionsbiologe Roger Lewin aufnahm.

## Ehrungen
- Lapworth Medal der Palaeontological Association (2007)
- Lyell-Medaille (1990)
- Leopold-von-Buch-Plakette (1997)

## Schriften
- Catastophes and Lesser Calamities: The Causes of Mass Extinctions, Oxford University Press 2004
- mit Paul Wignall: Mass Extinctions and their aftermath, Oxford University Press 1997
- An outline of phanerozoic biogeography, Oxford University Press 1994
- Phanerozoic sea level changes, Columbia University Press 1992
- Great Geological Controversies, Oxford University Press 1989
- Hg. mit M. G. Audley-Charles: Gondwana and Tethys, Oxford University Press 1988
- Facies interpretation and the stratigraphic record, Freeman 1981
- Hg.: Patterns of evolution as illustrated by the fossil record, Elsevier 1977
- Jurassic Environments, Cambridge University Press 1975
- A Revolution in the Earth Sciences: From Continental Drift to Plate Tectonics, Oxford, Clarendon Press 1973
- Hg.: Atlas of palaeobiogeography, Elsevier 1973
- mit P. Duff, E. K. Walton: Cyclic Sedimentation, Elsevier 1967